# 10 luglio
Il 10 luglio è il 191º giorno del calendario gregoriano (il 192º negli anni bisestili). Mancano 174 giorni alla fine dell'anno.

## Eventi
- 48 a.C. – Battaglia di Dyrrhachium: Giulio Cesare evita a malapena una sconfitta disastrosa combattendo contro Pompeo nei pressi dell'attuale Durazzo nell'odierna Albania;
- 138 – Antonino Pio è acclamato dal popolo imperatore romano;
- 511 – Chiusura del Concilio di Orléans che definisce lo status della Chiesa nel Regno dei franchi;
- 988 – Sulle rive del fiume Liffey viene fondata la frazione di Dance Atha Clàath (l'attuale Dublino);
- 1086 – Danimarca: Canuto IV "il Santo" viene ucciso nella chiesa di St. Alban ad Odense, da lui fondata; gli succede suo fratello Olaf, che in precedenza aveva tenuto prigioniero;
- 1212 – Grande incendio di Londra in cui brucia la maggior parte della città;
- 1304 – Brucia la prima Loggia di Orsanmichele di Arnolfo di Cambio a Firenze;
- 1470 – Incomincia l'Assedio di Negroponte durante la prima guerra turco-veneziana;
- 1690 – Guglielmo III sconfigge Giacomo II sul fiume Boyne;
- 1778 – Rivoluzione americana: Luigi XVI di Francia dichiara guerra al Regno di Gran Bretagna;
- 1789 – Alexander Mackenzie raggiunge il delta del fiume Mackenzie;
- 1821 – Gli Stati Uniti d'America prendono possesso della Florida, appena acquistata dalla Spagna;
- 1848 – Il parlamento siciliano emana la nuova costituzione siciliana;
- 1850 – Millard Fillmore diventa 13º presidente degli Stati Uniti d'America;
- 1871 – Nasce Marcel Proust;
- 1888 – Nasce Giorgio De Chirico;
- 1890 – Il Wyoming viene ammesso come 44º Stato degli USA;
- 1900 – Parigi: nella II Olimpiade, Ray Ewry vince tre ori olimpici nello stesso giorno nei salti da fermo (in alto, in lungo, triplo);
- 1902 – L'Italia firma un accordo con la Francia che impegna i due stati alla neutralità qualora uno di essi sia aggredito da un Paese terzo;
- 1911 – L'incendio in dodici edifici sulla diga di Zaandam causa sei morti;
- 1925
  - Viene fondata l'agenzia di stampa ufficiale dell'Unione Sovietica, la TASS;
  - Processo Scopes: a Dayton (Tennessee) incomincia il cosiddetto "processo della scimmia" in cui John T. Scopes, un giovane insegnante di scienze, viene accusato di insegnare la teorie dell'evoluzione in violazione delle leggi dello Stato del Tennessee;
- 1938 – Howard Hughes stabilisce un nuovo record, compiendo un volo di 91 ore attorno al mondo;
- 1940
  - Seconda guerra mondiale: viene istituito il governo della Francia di Vichy; cade la Terza Repubblica francese;
  - Seconda guerra mondiale, battaglia d'Inghilterra: la Luftwaffe incomincia a colpire i convogli britannici nella Manica dando il via alla battaglia (questa data è contestata);
- 1943 – Le truppe anglo-americane sbarcano in Sicilia;
- 1944 – Seconda guerra mondiale: dopo otto giorni di operazioni, termina la riconquista della Valsesia da parte di reparti nazifascisti, che pongono fine alla Repubblica partigiana della Valsesia ;
- 1951
  - Guerra di Corea: a Kaesŏng, incominciano i negoziati per l'armistizio;
  - Randy Turpin diventa campione dei pesi medi di pugilato dopo aver sconfitto Sugar Ray Robinson;
- 1961 – Test nucleare della Bomba Zar;
- 1962 – Telstar, il primo satellite per telecomunicazioni del mondo, viene lanciato in orbita;
- 1968 – Maurice Couve de Murville diventa primo ministro di Francia;
- 1973 – Le Bahamas ottengono la piena indipendenza all'interno del Commonwealth;
- 1974 – Nell'Italia settentrionale si potevano ricevere le emittenti estere Telemontecarlo, TV Koper Capodistria e la TSI;
- 1976
  - Disastro diossina a Seveso;
  - Il magistrato Vittorio Occorsio viene ucciso a Roma per mano del terrorista di Ordine Nuovo Pierluigi Concutelli;
- 1981 – Esce nelle sale cinematografiche statunitensi il film Red e Toby nemiciamici, 24º Classico Disney;
- 1985
  - Dopo una valanga di proteste dovute al cambio della sua ricetta, la Coca-Cola ritira dal mercato la New Coke e reintroduce la vecchia formula;
  - Il vascello di Greenpeace Rainbow Warrior viene affondato con una carica esplosiva nella baia di Auckland, Nuova Zelanda, da agenti del DGSE francese;
  - La rivista statunitense Playboy pubblica foto di nudo della cantante Madonna, scattate nei tardi anni 1970 prima di diventare famosa, la quale replica semplicemente «Non ho niente di cui vergognarmi»[1];
- 1991
  - Delitto dell'Olgiata: la contessa Alberica Filo della Torre viene assassinata nella sua villa dell'Olgiata; il suo caso diventerà uno dei cold case più importanti della criminalistica italiana;
  - Boris Yeltsin incomincia il suo periodo di cinque anni come presidente della Russia;
- 1992
  - A Miami, Florida, l'ex leader panamense Manuel Noriega viene condannato a 40 anni di prigione per traffico di droga;
  - In Italia nella notte il governo Amato applica un prelievo forzoso retroattivo del 6‰ dai conti correnti delle banche italiane;
- 1997 – A Londra, un gruppo di scienziati divulga i risultati delle analisi sul DNA di uno scheletro di Uomo di Neandertal, che sostengono la teorie dell'evoluzione umana fuori dall'Africa, collocando l'era africana da 100000 a 200000 anni fa;
- 1998 – La Diocesi di Dallas concorda di pagare 23,4 milioni di dollari a nove ex chierichetti che sostennero di aver subito abusi sessuali dall'ex prete Rudolph Kos;
- 2000 – Nella Nigeria meridionale esplode una tubatura di un oleodotto uccidendo circa 250 persone che stavano derivandone fraudolentemente del gasolio;
- 2002 – A un'asta di Sotheby's, il dipinto Strage degli Innocenti di Peter Paul Rubens (prima versione, datato 1611-1612) viene venduto per 49,5 milioni di sterline all'aristocratico canadese Kenneth Thomson che lo concederà per la pubblica esposizione prima alla National Gallery di Londra e poi all'Art Gallery of Ontario di Toronto;
- 2008 – Apple introduce l'App Store;
- 2011 – Viene pubblicato l'ultimo numero del giornale News of the World;
- 2016 – Il Portogallo si laurea Campione d'Europa battendo la Francia 1-0 dopo i tempi supplementari.

## Nati
Ci sono circa 1 210 voci su persone nate il 10 luglio; vedi la pagina Nati il 10 luglio per un elenco descrittivo o la categoria Nati il 10 luglio per un indice alfabetico.

## Morti
Ci sono circa 470 voci su persone morte il 10 luglio; vedi la pagina Morti il 10 luglio per un elenco descrittivo o la categoria Morti il 10 luglio per un indice alfabetico.

## Feste e ricorrenze

### Civili
Nazionali:
- Bahamas - Festa dell'indipendenza
- Mauritania - Giorno delle forze armate
- USA (Stato di New York) - Nikola Tesla Day

### Religiose
Cristianesimo:
- Sant'Amalberga di Temse, vergine
- Sant'Amalberga di Maubeuge, vedova e monaca
- Sant'Anatolia, martire
- Santi Antonio Nguyen Hûu Quynh e Pietro Nguyen Khac Tu, martiri
- Sant'Apollonio di Sardi, martire
- Sant'Audace, martire
- Santi Bianore e Silvano, martiri
- San Canuto IV di Danimarca, re
- Santi Francesco, Abdel-Mooti e Raffaele Massabki, fratelli, martiri maroniti
- Santi Gennaro e Marino, martiri
- Santi Leonzio, Maurizio, Daniele, Antonio, Aniceto, Sisinno e compagni, martiri
- Santi Manuel Ruiz López e 7 compagni, francescani, martiri
- San Pascario di Nantes, vescovo
- San Pietro Vincioli, monaco
- Sante Rufina e Seconda, martiri di Roma
- Santi sette Fratelli, martiri di Roma
- San Silvano di Pisidia, martire
- Santa Vittoria di Sabina, martire
- Beato Arnaldo da Camerino, mercedario
- Beato Ascanio Nicanore, francescano, martire
- Beato Bernardo di Quintavalle, religioso
- Beate Maria Gertrude da S. Sofia de Ripert d'Alauzin e Agnese del Gesù (Silvia de Romillon), martiri
- Beato Nicola Alberga, sacerdote francescano, martire
- Beato Pacifico

Dievturiba:
- Septinu Bralu Diena ("Giorno dei sette fratelli")

Religione romana antica e moderna:
- Ludi Apollinari, sesto giorno